# Plan zdjęciowy

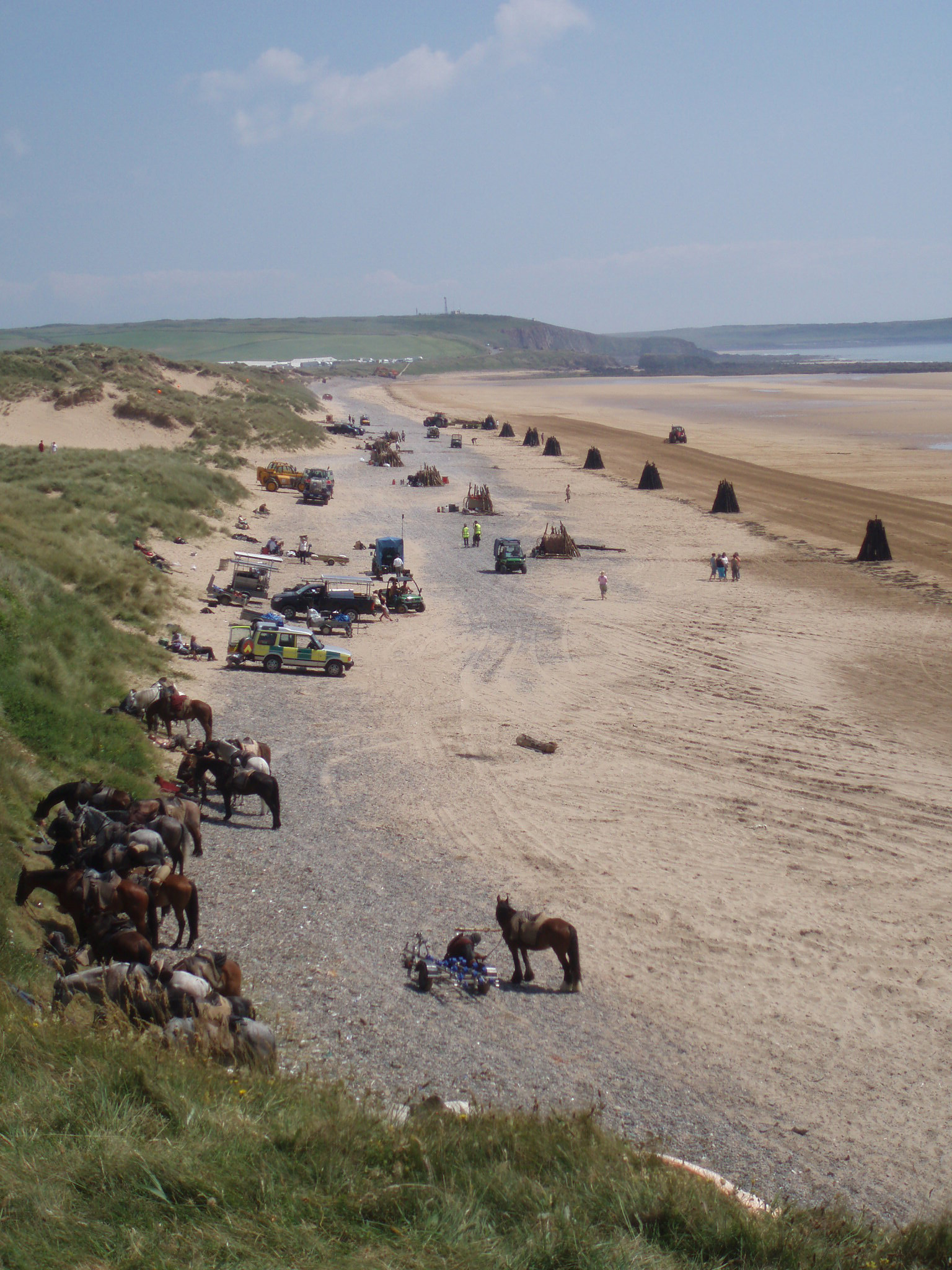
Plan zdjęciowy w plenerze podczas realizacji filmu Robin Hood (2010)

Plan zdjęciowy − miejsce, gdzie wykonuje się zdjęcia do filmu, może to być studio filmowe (zdjęcia studyjne), lub też plener (powstają wtedy zdjęcia plenerowe). Od wyboru planu zdjęciowego zależy w znacznej mierze scenografia przyszłego filmu. Wyboru planu dokonuje reżyser, który zamienia scenariusz na scenopis; niekiedy zajmuje się tym odpowiedni realizator. 